# 哈尼亚
哈尼亞（希臘語：Χανιά），又译作干尼亚，是希臘克里特大区哈尼亚专区的一个市镇，位于克里特岛西北部的海岸上。市镇面积为351.3平方公里，2023年人口数量为88,525人。

## 行政
哈尼亚市镇是在2011年地方政府改革中设立的，由原7个市镇合并而成，原市镇则成为新市镇的市区。作为市区的哈尼亚（即原哈尼亚市镇）的面积为12.564平方公里。

## 交通

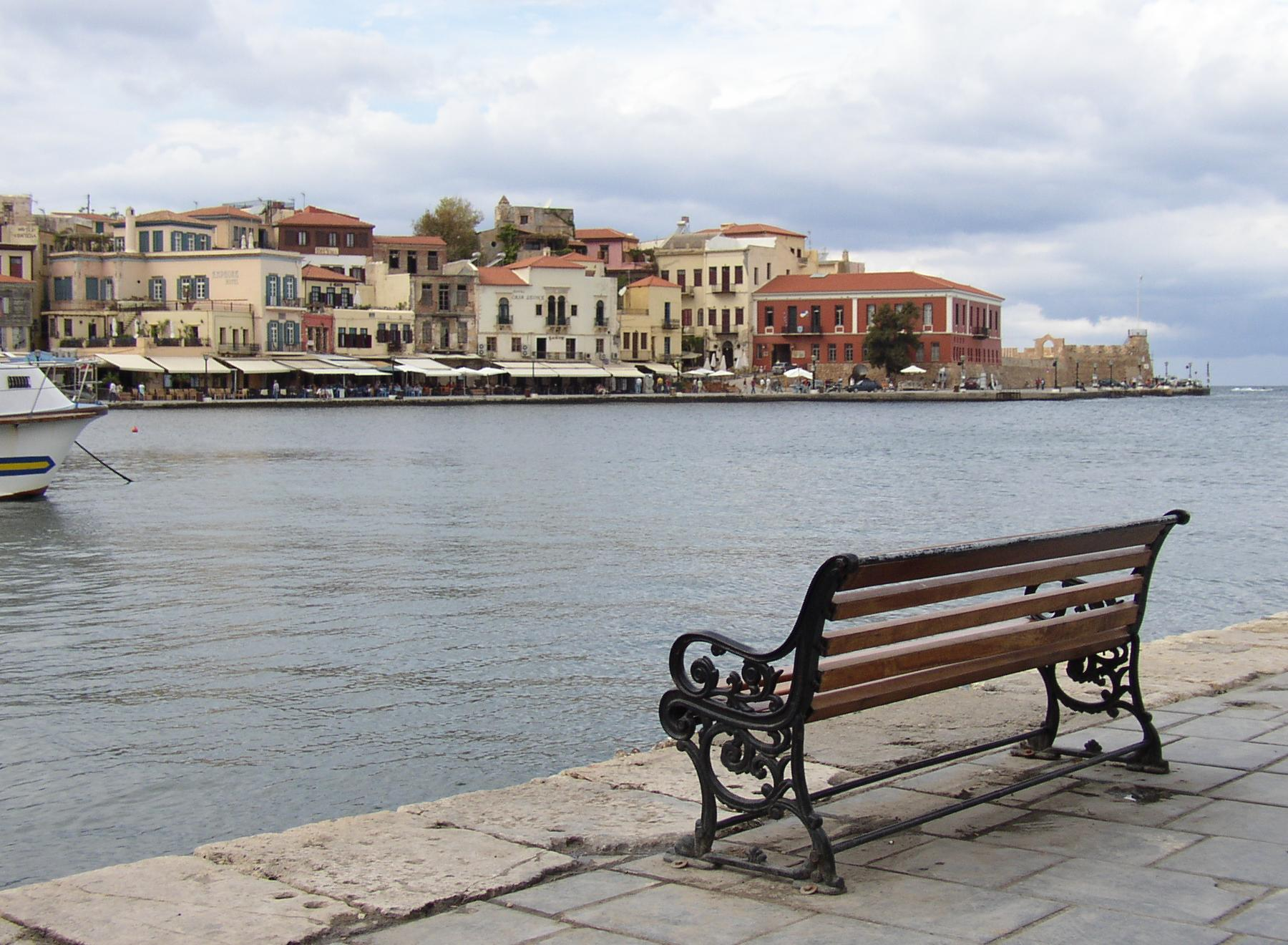
哈尼亚的威尼斯港口

哈尼亚国际机场位于哈尼亚东北部的半岛上。爱琴海航空和奥林匹克航空每天有几个从雅典飞往哈尼亚的航班。每年从四月到十一月初还有很多从英国、德国、斯堪的纳维亚、荷兰及其他欧洲国家直飞哈尼亚的包机航班。
哈尼亚的大型港口位于市中心7公里处的苏扎区，每天有从比雷埃夫斯到这里的轮渡。港口也是一个大型希腊及北约的海军基地。

## 教育
- 克里特大学
- 克里特理工大学